# Lernlust
Die Lernlust beschreibt die  Freude oder den Spaß am Lernen. In der Motivationspsychologie wird unter Lernlust eine vorwiegend variable Einstellung zur Motivationslage verstanden. Die Skala reicht von lustlos bis hin zu höchst motiviert. Welchen Aktivitätsgrad der Einzelne in der jeweiligen Lernsituation erreicht, hängt von seinen persönlichen Lernerfahrungen ab. Ein der Lernlust nahestehender Begriff aus der Motivationsforschung ist die intrinsische Motivation. Hier werden Lernaktivitäten um ihrer selbst willen durchgeführt, weil sie Spaß machen. Positiv wird Lernlust durch ein bejahendes Erziehungsfeld beeinflusst, in dem die gemachten Lernerfahrungen positiv anerkannt werden.
Der amerikanische Arzt und Psychotherapeut Alexander Lowen betont den im biologischen, therapeutischen und sozialen Sinne aufbauenden Charakter der Lust am Lernen: „Lust ist biologisch eng mit dem Phänomen des Wachstums verknüpft, das ein wichtiger Ausdruck für die sich abspielenden Lebensvorgänge ist. Indem wir uns die Umwelt sowohl körperlich als auch seelisch einverleiben, wachsen wir (...). Wir genießen die Ausgestaltung und Erweiterung unseres Daseins, die zunehmende Kraft, die Entwicklung unserer Bewegungskoordination und unserer motorischen Fähigkeiten, die Vertiefung und Ausdehnung sozialer Beziehungen und die Bereicherung unseres Lebens. Wer gesund ist, hat Appetit aufs Leben, ist lernbegierig und will neue Erfahrungen in sich aufnehmen.“ Negative Lernerfahrungen sind meist mit negativen Lebenserfahrungen gekoppelt und können die Lernlust blockieren.

## Historischer Bezug
Der Begriff Lernlust geht auf den böhmischen Didaktiker, Philosophen und Theologen Jan Amos Comenius zurück, der schon im 17. Jahrhundert die Position vertrat, dass Lernlust angeboren sei.
Für Comenius ist Lernlust Voraussetzung und Garant für nachhaltiges Lernen. Um Lernlust zu erleben, mussten seiner Überzeugung nach die Sinne in Ordnung sein, und das Lernen sollte freiwillig geschehen können. „Die Menschen Natur ist frei, liebt die Selbstbestimmung und hasst den Zwang.“
Comenius’ Position bestätigen die österreichischen Autoren und Filmemacher Langbein und Fochler, die berichten, von Geburt an herrsche das Prinzip Neugier, die Lust am Lernen. So reagiere ein Kleinkind bei einem neuen Geräusch sofort und werde neugierig und aufmerksam.

## Lernlust in der Pädagogik
In der Pädagogik wird Lernlust als positive Lernvoraussetzung gewertet. Sie wird als Zustand beschrieben, in der der Lernende seinem Lerngegenstand erwartungsvoll begegnet, ihn bejaht und sich freiwillig und aktiv mit ihm auseinandersetzen will. Mit vollem Einsatz beschäftigt sich der Lernende solange mit der Überwindung seiner Unkenntnis oder seines Unvermögens, bis sich bei ihm das Gefühl und die Erfahrung einstellt, das Ziel erreicht zu haben.
Zu den Faktoren, die die Lernlust des Menschen günstig beeinflussen, gehört eine positive Grundeinstellung zu sich selbst, ebenso wie Neugierde und Angstfreiheit.
Faktoren, die die Lernlust in der Schule unterstützen können, sind eine Lernatmosphäre, in der sich der Schüler ernst- und angenommen fühlt. Des Weiteren eine Lernumgebung, die entdeckendes und selbsttätiges Lernen ermöglicht und sinnlich-ästhetische Materialien zur Verfügung stellt.

## Projekte zur Förderung der Lernlust
Bei vielen verschiedenen pädagogischen Konzepten, meist Projektunterricht oder Offener Unterricht, steht die Ermöglichung und Förderung von Lernlust im Zentrum der Vorhaben / Projekte. Diese Unterrichtsformen bieten einen auf Mit- und Selbstbestimmung ausgelegten didaktischen Rahmen, der der Unterschiedlichkeit und Individualität von Kindern und Jugendlichen Rechnung tragen soll.
Der Entwicklungspsychologe Howard Gardner initiierte 1984 das Projekt Spektrum. Seine Ansicht war, ein möglichst stimulierendes Umfeld zu schaffen, in dem die Kinder ihre Interessen ausloten konnten und Anreize fanden, sich für etwas, was ihnen Spaß machte, auch anzustrengen. Der Psychologe Klaus Urban, Initiator eines eben solchen Projektes in Hannover (1990), fasst zusammen: Es gehe darum, „jene eigentümliche kreative Kraft, die in jedem steckt, zu wecken, die natürliche Fragelust der Kinder zu erhalten und zu fördern, ihre Neugier und Experimentierfreudigkeit angemessen anzuregen beziehungsweise zu unterstützen und nicht zu verschütten.“

## Fehlende Lernlust
Langbein und Fochler beschreiben die fatalen Auswirkungen auf die Lernlust und die schädlichen Folgen für die Persönlichkeit der Kinder, wenn ihnen die Lust am Lernen schon frühzeitig genommen wird. Das Verlieren der Lust am Lernen sei immer als ein Notsignal zu werten, sei es bei normalbegabten Kindern, bei Hochbegabung oder bei Kindern mit Lernschwierigkeiten. Die große Bedeutung der Lust am Lernen für den Lernerfolg wirft die Frage auf, inwieweit diese Förderung erfährt.
Der Umgang einzelner Erwachsener (Lehrer oder Eltern) mit ihren lernenden Kindern, aber auch das gesamt europäische Schulsystem sollten daraufhin bewertet werden, ob sie dem Lernen zuträglich sind. Die Frage der Lust am Lernen steht auch hier im Zentrum des Interesses: „Manche Erwachsene scheinen einen geradezu manischen Drang zu verspüren, Kinder unter allen Umständen in vorgegebene, aber nicht belegbar sinnvolle, Schemata pressen zu müssen und dabei (...) Lust und Selbstvertrauen der Kleinen zu ersticken.“

## Lernlust in der Gehirnforschung
Einen an der Lernlust beteiligten Stoff im Gehirn konnte die Gehirnforschung inzwischen lokalisieren. Es ist das Molekül Dopamin, ein Botenstoff, der an zwei Stellen im Gehirn gebildet wird. Er ist hauptsächlich für gute Gefühle und Lernen verantwortlich.
Dopamin ist an der Steuerung der Wachheit und der Lenkung der Aufmerksamkeit beteiligt: „Es steigert Neugierde, Lernvermögen und Phantasie, Kreativität und Lust auf Sex.“ Dopamin wird immer dann im Gehirn ausgeschüttet, wenn der Mensch etwas oder jemanden begehrt, daher wird es auch das Molekül des Wollens genannt. Zudem werden immer dann besonders viele Dopamine und opiateähnliche Stoffe ausgeschüttet, wenn bestimmte Erwartungen positiv übertroffen werden. Der Psychiatrieprofessor und Neurowissenschaftler Manfred Spitzer fasst in seinem Buch Lernen den Zusammenhang von Dopamin, Lernen und Lust wie folgt zusammen: „Das (...) Dopaminsystem ist für die Bewertung von Reizen zuständig. (...) Bedeutsam ist, was neu ist, (...) was für uns gut ist und vor allem was für uns besser ist, als wir zuvor erwartet hatten. Dieses System treibt uns um, motiviert unsere Handlungen und bestimmt was wir lernen.“